# جوجيرو ماتسودا
جوجيرو ماتسودا كان رجل أعمال ياباني ومؤسس شركة مازدا للسيارات. ولد في الثامن من أغسطس عام 1875 في مدينة هيروشيما اليابانية وتوفي عام 1952 في مسقط رأسه.

## سيرة ذاتية
ولد جوجيرو ماتسودا في هيروشيما، كان والده يعمل في الصيد. في سن الرابعة عشر تدرب في محل حدادة في مدينة أوساكا حيث بدأ شغفه بالآلات، وبعد فترة تولى زمام الإدارة وغير اسم الورشة لتحمل اسمه، إلا أنه أُجبر على الخروج من الشركة، ليبدأ بعدها في إطلاق شركة تصنيع للمعدات العسكرية والتي حملت اسمه أيضًا، وقد بدأت بحصد ثمارها عندما طُلب منها تزويد روسيا القيصرية بالمعدات وكذلك تصنيع بندقية أريساكا نوع 99 (باليابانية: 九九式短小銃, Kyūkyū-shiki tan-shōjū) للجيش الإمبراطوري الياباني.
بحلول عام 1921، كان ماتسودا كان قد جمع كبيرًا من المال من أعماله السابقة، ليقرر العودة إلى مسقط رأسه هيروشيما حيث تم دعوته لإدارة شركة لتصنيع الفلين وهي شركة تويو كوجيو للفلين المحدودة (باليابانية: 東洋コルク工業株式会社, Tōyō Koruku Kōgyō Kabushiki Gaisha)، والتي كانت قد وضعت بعد الحرب العالمية الأولى تحت الحراسة القضائية بسبب عدم دفع أموال الدائنين المستحقة وذلك بسبب نقص الأعمال بسبب نقص الاهتمام بالفلين في فترة ما بعد الحرب. وبسبب ذلك، قرر ماتسودا إحياء الشركة من جديد عبر تصنيع الأدوات والآلات، وفي سنة 1931 قدمت الشركة ما كان يُعرف بـ «مازدا-جو» (باليابانية: マツダ号) وهي دراجة ثلاثية العجلات، ثم انصب اهتمامها على تطوير محركات المركبات.
مع انفجار قنبلة هيروشيما في السادس من أغسطس 1945، تعرض المقر الرئيسي لشركة تويو كوجيو لدمار كبير.
توفى ماتسودا في السابع والعشرين من مارس لعام 1952. وبسبب إسهاماته في محافظة هيروشيما، فقد نُصِب تمثال له في سنة 1965 في حديقة هيجيياما في حي مينامي-كو.
بعد وفاته، تبعه صهره بالتبني تسونيجي ماتسودا كرئيس لشركة تويو كوجيو وشهدت تلك الفترة زيادة في الاهتمام بقسم السيارات، وفي سنة 1979 اشترت شركة فورد حصة 25% من أسهم الشركة، وقد أدى التحالف مع فورد إلى تصفية الأسهم المملوكة لعائلة ماتسودا وتغيير اسم الشركة إلى شركة مازدا للسيارات في سنة 1984.